# Erimi
Erimi település Ciprus déli partjának közelében, a Limassoli kerületben.

## Fekvése
A települést délről a Brit Királyi Légierő Akrotiri Légibázisa választja el a Földközi-tengertől. Tőle nyugatra folyik a Kúrisz vízfolyás, északról pedig a Tróodosz-hegység fekszik. A településtől néhány kilométerre, keletre fekszik Limassol városa, amitől Ypsonasz választja el.

## Történelem
A településen fontos újkőkorszaki maradványokat tártak fel.

## Népesség
| Lakosok száma | 145  | 175  | 213  | 275  | 403  | 601  | 725  | 816  | 1432 | 2432 |
|               | 1881 | 1891 | 1911 | 1921 | 1946 | 1960 | 1976 | 1982 | 2001 | 2011 |

## Nevezetességek
Erimiben található a Ciprusi Bormúzeum.